# André Mabille de Poncheville
André Marie Joseph Mabille de Poncheville, né à Valenciennes le 23 mai 1886 et mort à Wacquinghen, le 20 mai 1969, est un écrivain, poète, docteur en droit et journaliste français.

## Biographie
Il fut l'auteur de quelque soixante ouvrages et de diverses plaquettes, comme celle consacrée en 1951 à son ami écrivain Maxence Van der Meersch, et participation à des ouvrages collectifs.
Il fut un correspondant régulier de La Croix, du Figaro, du Télégramme et de La Libre Belgique avant la Seconde Guerre mondiale. Après celle-ci et jusqu'à la fin de sa vie, il produisit des articles pour la seule Voix du Nord. Il fut aussi délégué de l'Agence France-Presse à l'occasion de l'ouverture de l'Année sainte en 1950 à Rome.
Il fut conférencier en France et en Belgique, et créa l'association « Humanités » promotrice de nombreux cycles de conférences durant l'été au Touquet où prirent la parole d'éminents écrivains, comme Jules Romains, Jean de La Varende, Georges Duhamel, René Huyghe...
Il était membre de la Société des gens de lettres, de l'Académie royale de Belgique, de l'Académie septentrionale et de l'Académie de Mâcon. Il fut membre Membre de l'Académie des inscriptions et belles-lettres.

## Famille

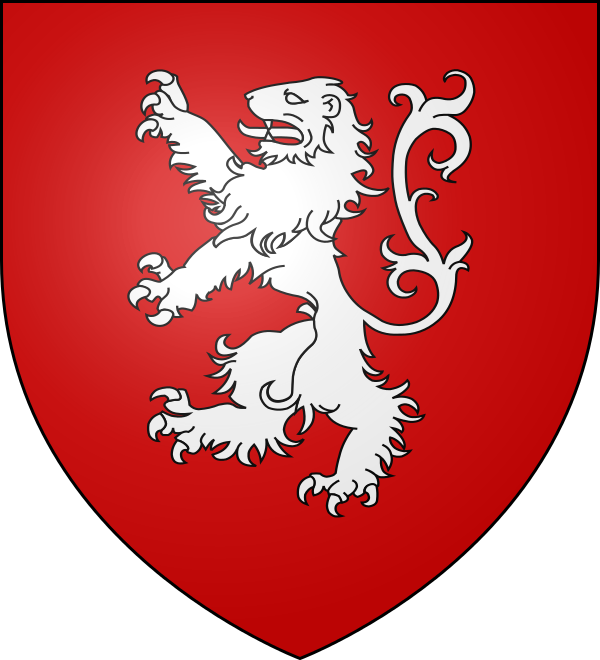
Blason de la famille Mabille de Poncheville

La famille Mabille de Poncheville est une famille Issue de la bourgeoisie d’Ancien Régime et originaire de l'Artois. Sa filiation remonte au XVIe siècle. Ses représentants sont échevins, procureurs au conseil supérieur d'Artois, avocats en Parlement. Ils acquièrent le fief de Poncheville au village de Laires.
André Mabille de Poncheville  est le fils d'Henri Mabille de Poncheville, directeur de la Banque Piérard-Mabille, et de Laure Piérard. Il épousa Madeleine Vidor le 9 juillet 1918 à Versailles. Elle était la fille de Georges Vidor, armateur à Boulogne-sur-Mer, et de Jeanne-Clarisse Thélu.
Il est le neveu par alliance de l'archéologue Louis Carton.
André Mabille de Poncheville est enterré, avec son épouse, dans le caveau de la famille Vidor à Outreau (Pas-de-Calais).

## Décorations
- Chevalier de la Légion d'honneur[6]
- Médaille militaire[7]
- Croix de guerre 1914–1918
- Chevalier de l'ordre de Léopold[7]
- Officier de l'ordre de la Couronne[7]
- Chevalier de l'ordre équestre du Saint-Sépulcre de Jérusalem (1933)

## Héraldique
Les armes de la famille Mabille de Poncheville se blasonnent ainsi : De gueules au lion rampant d'argent armé et lampassé de même.
La devise familiale est : Virtute et Labore.

## Œuvre
Son œuvre littéraire recouvre les principaux genres littéraires et domaines suivants : 
- poésie (en particulier les recueils Nord et Midi et Consolations, primé par l’Académie française);
- critiques d'art, notamment sur la vie des artistes du Nord et des anciennes Flandres et Artois (Philippe de Champaigne, Boilly, les Watteau de Lille et de Valenciennes...);
- biographies de personnalités littéraires ayant toutes été intimement liées à sa vie : Charles Péguy, Émile Verhaeren, Maurice Barrès (primée par l'Académie Française), Maxence Van der Meersch, Pierre de Nolhac, etc.
- œuvres historiques consacrées à des figures nationales (Clovis, Charlemagne...) et aux provinces anciennes de sa région natale (Flandre, Artois, Picardie, Hainaut, Boulonnais) ou encore à la suite de la Première Guerre mondiale, à la description des séquelles de guerre et de la reconstruction dans les départements de zone rouge du Nord et du Pas-de-Calais ;
- récits de ses voyages en terres saintes, effectués de 1926 à 1930 vers Rome, Saint-Jacques-de-Compostelle et Jérusalem, où le témoignage de sa foi chrétienne est particulièrement vif, au point que François Mauriac le surnomma « le pèlerin poète »;
- deux romans dont Le sang des gaules.

Son œuvre littéraire a été plusieurs fois l'objet de diverses distinctions de l'Académie française ainsi que de l'Académie des beaux-arts. Elle lui a valu en outre d'être fait chevalier de la Légion d'honneur au titre du ministère des Beaux-arts en 1955.
Le 31 mai 2011 ses principales archives littéraires ont été déposées aux Archives départementales du Pas-de-Calais à Dainville, en vue de la constitution d'un « Fonds André Mabille de Poncheville ».

## Livres
" Flandre et Artois ", B. Arthaud Éditeur, Grenoble, 1938

## Prix
- 1921 : Prix Marcelin Guérin de l'Académie française, pour Cahiers de l'amitié de France et de Flandre[8]
- 1924 : Prix Montyon de l'Académie française, pour Arras et l'Artois dévastés[8]
- 1927 : Prix Charles Blanc de l'Académie française, pour Carpeaux[8]
- 1940 : Prix Général Muteau de l'Académie française, pour l'ensemble de son œuvre[8]
- 1954 : Prix Gustave Le Métais-Larivière de l'Académie française, pour Vie de Verhaeren[8]
- 1956 : Prix du Budget de l'Académie française, pour Servir (Sujet Maurice Barrès)[8]
- 1966 : Prix Jules-Davaine de l'Académie française, pour Consolations[8]